# Икер
| I3 |

| I3 |

Икер (древнеегип. jqr — «крокодил») — в древности VI септ (ном) Верхнего Египта. Греческое название — Тентирский ном — связано с греческим наименованием административного центра этого септа г. Тентира (совр. Дендера), который по-египетски назывался Иунет-та-нечерет. Тотемическим покровителем данной территории была корова. Главным божеством септа была богиня веселья и любви Хатхор, изображавшаяся с рогами или ушами коровы. Также почитался бог музыки Айхи (Харсомтус).

## Известныеномархи
| Имя             | Время правления                                      | Комментарий                                                                                                 |
| VI династия     | VI династия                                          | VI династия                                                                                                 |
| --------------- | ---------------------------------------------------- | --- |
| Иду II ('Idw)   | 1-я пол. XXII в. до н. э.                            | |
| Мэне (Мина)     | 1-я пол. XXII в. до н. э.                            | |
| VII—XI династии |                                                      | |
| Мени (Mnj)      |                                                      | |
| Мерери (mrrj)   |                                                      | «Князь» |
| Ментухотеп I    | 2-я пол. XXII в. до н.э. (ок. 2119—2117 гг.)         | Номарх IV септа Уасет из XI династии. Подчинив себе септ Икер, принял титул «Сын Хатхор, владычицы Дендеры» |
| Абиху (‘B-jhw)  | 1-й пол. XXI вв. до н.э., при Хети III и Иниотефе II | «Государь-князь, начальник Верхнего Египта, предводитель VIII, VI, VII номов», современник номарха Анхтифи  |
| Хнумредиу       | XXI вв. до н.э.                                      | В надписях называл себя подчиненным царицы Нофрукаит.                                                       |